# 特雷维索足球俱乐部
特雷维索足球俱乐部（Associazione Sportiva Dilettantistica Treviso 2009）是意大利特雷维索的一家足球俱乐部，成立于1909年，1993年重组，2009年再次重组。球队的颜色为浅蓝和白。

## 历史
2005年之前，特雷维索足球俱乐部从未获得过意大利足球甲级联赛的参赛资格，大部分年代都在意大利乙级到丁级之间的联赛中参赛。这期间，俱乐部的最好成绩是意乙的第6名，是由主教练内雷奥·罗科在1950-51赛季带队获得的。1993年，俱乐部由于财政问题破产重组，并降入丁级。在1994至1997三年间，主教练吉乌塞佩·皮隆率领球队连升三级，时隔40多年后重新返回意乙。2001年，球队降入丙1联赛，但很快在2003年返回乙级。2005年，皮隆回到特雷维索执教并率队在意乙中获得了创纪录的第5名，获得了升级附加赛资格，但输给了佩鲁贾。随后，升级的热那亚和都灵被取消资格，特雷维索和阿斯科利顶替以上两队升入甲级。
因此，2005-06赛季是特雷维索队历史第一次也是迄今为止唯一一次参加意大利足球甲级联赛。球队战绩不佳，并在联赛中途更换了主教练，在2006年4月9日1比3输给墨西拿之后就以提前降级，最终仅获得联赛倒数第一。“电话门”案终审后，佛罗伦萨和拉齐奥未被判降级，尤文图斯被判为第20名，特雷维索以第19名的成绩降入乙级。
2009年夏天，俱乐部最终因为破产而被意大利足协勒令降级。俱乐部重组并使用了新名称——A.S.D. Treviso 2009，以代替原来的Treviso F.B.C. 1993，而球队则参加意大利地区联赛“Eccellenza Veneto”。
2013年夏天，俱乐部以"Associazione Calcio Dilettanti Treviso 2013"名称重建，降入意大利第6级别联赛 (Promozione)。

## 荣誉
- 意大利丙级超级杯冠军（2002-03赛季）
- 意大利足球丙1A级联赛冠军（1996-97赛季、2002-03赛季）

## 著名球员
- 瓦尔特·巴塞乔（Walter Baseggio）
- 巴雷托（Paulo Vitor Barreto de Souza）
- 多米尼科·迪·卡洛（Domenico Di Carlo）
- 卢卡·托尼（Luca Toni）
- 托马索·罗基（Tommaso Rocchi）
- 马可·福尔京（Marco Fortin）
- 马西莫·戈比（Massimo Gobbi）
- 默罕默德·萨尔（Mohamed Sarr）
- 克里斯蒂安·马乔（Christian Maggio）
- 马尔科·博列洛（Marco Borriello）
- 帕斯夸莱·福贾（Pasquale Foggia）
- 法比奥·加洛（Fabio Gallo）